# Вал Чингисхана
Вал Чингисхана (монг. Чингис хааны далан) — археологический памятник, древнее фортификационное сооружение, состоящее из вала, рва и системы городищ, протянувшееся на 700 км по территориям Монголии, России и Китая. Современная высота вала составляет до 1,5 метров, ширина — до 15 метров. С северной стороны сохранились следы рва, что указывает на направление линии обороны. По территории России проходит в районе посёлка Забайкальск, рудника Абагайтуй и села Кайластуй. К югу от вала находятся более 50 небольших городищ (из них 9 на территории России), которые расположены на расстоянии 15 — 30 км. По китайской стороне вал следует параллельно реке Аргунь.
Вал был сооружён задолго до рождения Чингисхана.

## Изучение вала
В 1735 году описан Герхардом Миллером, который определил его, как границу между различными народами. Миллер отмечал, что тунгусы и монголы именуют его Керим (так же они называли Китайскую стену и другие укрепления). В 1864 году Пётр Кропоткин, следуя от Старо-Цурухайтуйского караула через территорию Маньчжурии до Благовещенска, дал описание вала и провел раскопки в Ханкулато-Хото на территории так называемого «Чингисханова городища». В дальнейшем многие российские путешественники посещали вал и сопутствующие ему городки. 
В 1915 году вал на участке от устья реки Ган до села Олочи на реке Аргунь осмотрел Сергей Широкогоров и его спутники. Они отмечали, что местное население связывает вал с именем основателя Монгольской империи либо с именем знаменитого князя Гантимура, а черепица, каменные плиты и изваяния из городка в 6 км от устья реки Ган использованы для украшения церкви в селе Новый Цурухайтуй. 
Во второй половине 1920-х годов вал изучался Владимиром Кормазовым, в 1930-х годах — Владимиром Поносовым, который впервые определил вал как пограничный рубеж эпохи киданей (империя Ляо). 
С 1970-х годов маньчжурский участок вала с городищами изучается китайскими исследователями. Сопоставляя археологические данные со сведениями исторических источников, они пришли к выводу, что создание фортификационных сооружений связано с обороной северо-западных пределов империи киданей от нападений племен угу, юйцзюэ, шивэй и северных цзубу. Необходимость в этом созрела во времена правления императоров Шэн-цзуна и Син-цзуна. В 1994 году охранные раскопки вала в районе пгт Забайкальск провели читинские археологи. С 2008 г. вал на территории Забайкалья, Монголии и Китая целенаправленно изучался экспедицией под общим руководством Н. Н. Крадина в рамках программы по изучению городов кочевых империй в Монголии и Забайкалье<. По итогам исследований опубликована коллективная монография «Великая киданьская стена: Северо-восточный вал Чингис-хана».

## Топографические карты
- Лист карты M-50-XXVI. Масштаб: 1 : 200 000. Указать дату выпуска/состояния местности.
- Лист карты M-50-XX Соловьевск. Масштаб: 1 : 200 000. Указать дату выпуска/состояния местности.
- Лист карты M-50-XXI Даурия. Масштаб: 1 : 200 000. Указать дату выпуска/состояния местности.
- Лист карты M-50-XXII Маньчжурия. Масштаб: 1 : 200 000. Указать дату выпуска/состояния местности.
- Лист карты M-50-XXIII Кайластуй. Масштаб: 1 : 200 000. Издание 1980 г.
- Лист карты M-50-XXIV Хадату. Масштаб: 1 : 200 000. Указать дату выпуска/состояния местности.
- Лист карты M-50-XVIII Приаргунск. Масштаб: 1 : 200 000. Указать дату выпуска/состояния местности.